# デイビッド・O・マッケイ
デイビッド・O・マッケイ（英: David Oman McKay、1873年9月8日 - 1970年1月18日）は、末日聖徒イエス・キリスト教会の第9代官長。任期は1951年4月9日から1970年1月18日までの19年間。
1906年4月9日から1951年4月9日まで、十二使徒のクオーラム (Quorum of the Twelve Apostles) 、1950年8月8日からは、その代表だった。
父、デイビッド・マッケイと母、ジュネット・エヴァライン・エバンス・マッケイ(Jennette Eveline Evans McKay)との第3子。
ユタ準州ハンツビル（オグデンの西およそ16km）の父親の農場で生まれる。
父親は、スコットランド ケイスネスからの移民、母親は、ウェールズ マーサー・ティドビルからの移民である。
1880年に、2人の姉が亡くなった後、父がモルモン宣教師となるため故郷スコットランドに呼ばれ、2年間そこで改宗する。
父親がいない間、母親を手伝う責任を負うことになる。
妻は、末日聖徒イエス・キリスト教会の長のエマ・レイ・マッケイ。